# صبي الساحر

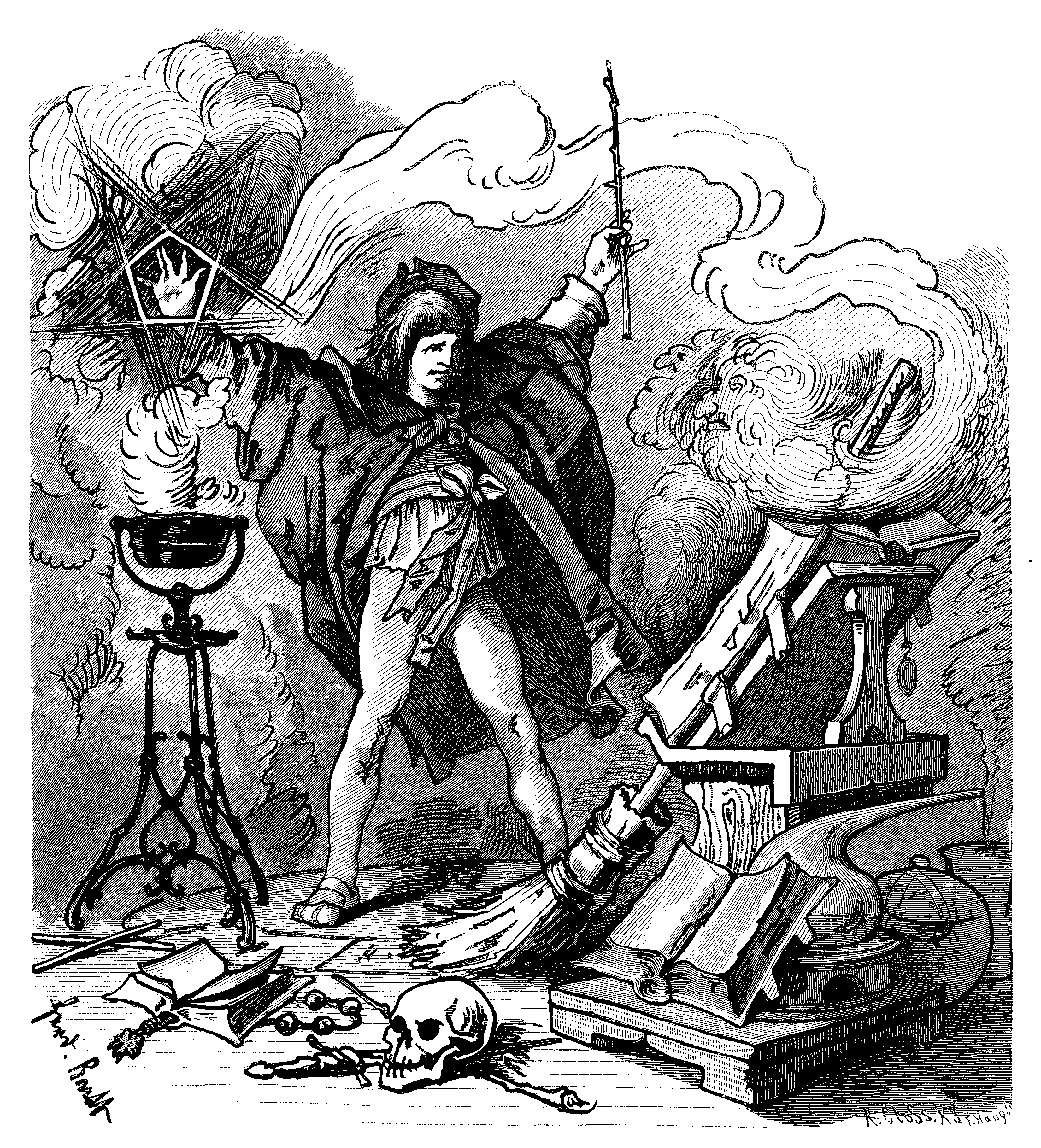
S. Barth (1882)

صبي الساحر (بالألمانية: Der Zauberlehrling) قصيدة بالاد من تأليف الشاعر الألماني يوهان فولفغانغ فون غوته، كتبها في عام 1797. تتألف القصيدة من 14 دور.

## القصة

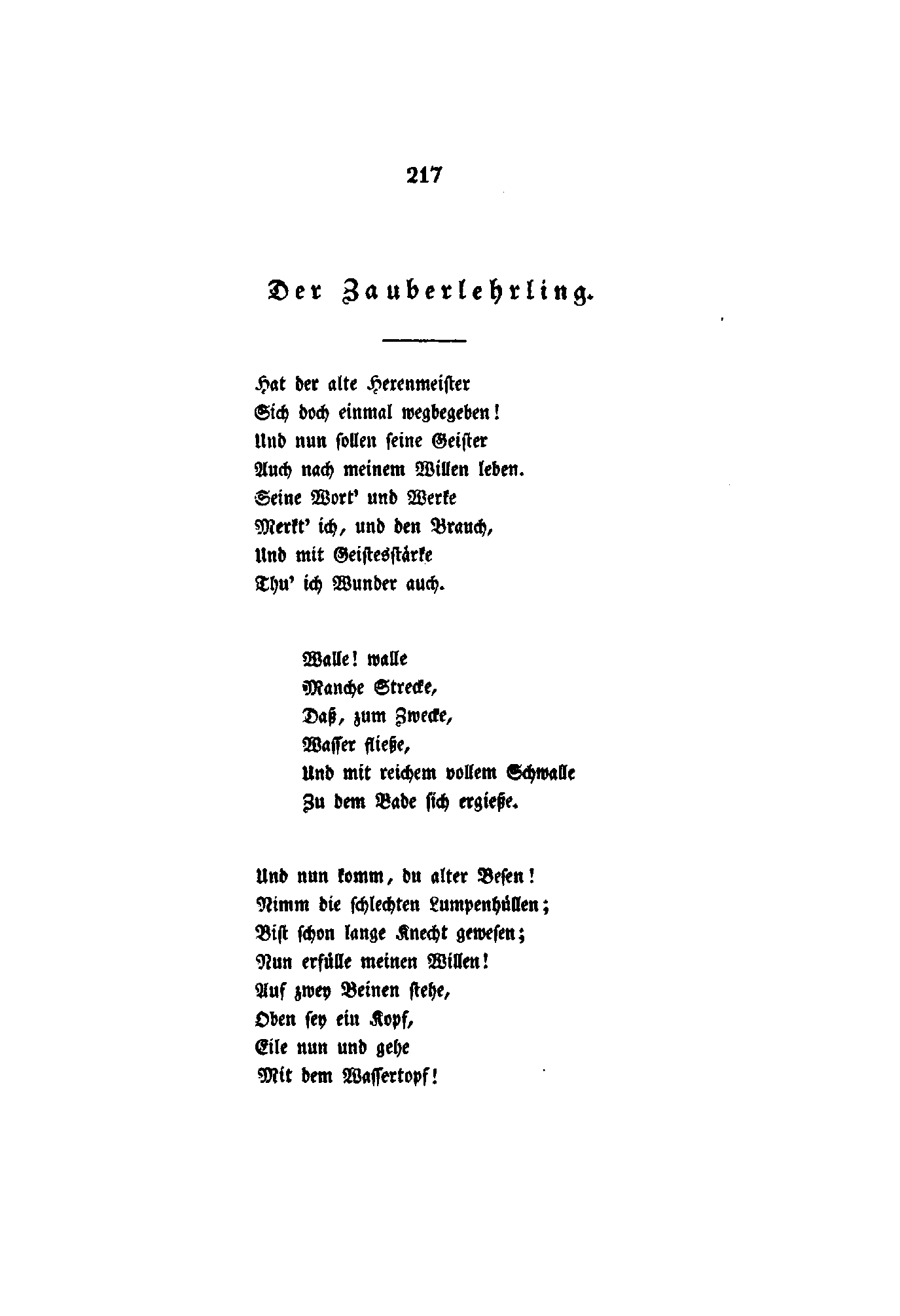
نسخة 1827 من القصيدة

القصيدة تبدأ بساحر عجوز يغادر بيته ويترك تلميذه بمفرده مع بضع أعمال أمره بتنفيذها، التلميذ أصابه التعب من جلب المياه بواسطة السطل، فقام بسحر المكنسة للقيام بذلك العمل مع أنه لم يكمل تدريبه كاملاً، فلم يستطع أن يسيطر على سحره، وسرعان ما امتلأت الأرضية بالمياه ولم يستطع أن يوقف تدفق المياة بسبب نسيانه للتعويذه التي توقف المكنسة. بعد أن يأس من إيقاف المكنسة بالسحر قام بكسرها إلى نصفين بواسطة فأس، إلا أن كل نصف أصبح مكنسة بمفرده، فتضاعف تدفق المياة، فاستسلم التلميذ للوضع، وفي تلك اللحظة عاد الساحر العجوز وأوقف التعويذة وأنقذ الموقف. القصيدة مشهورة في العالم الناطق بالألمانية بالتحديد السطور التي يتوسل بها التلميذ للساحر بعد عودته أن يصلح الفوضى التي أحدثها.

## فانتازيا
فيلم الرسوم المتحركة من إنتاج ديزني «فانتازيا» الذي أُنتج في عام 1940 مقطع منه قائم على قصيدة غوته والقصيد السمفوني الذي قام على أساس القصيدة من تأليف بول دوكا، في ذلك المقطع الذي يحمل عنوان القصيدة يؤدي ميكي ماوس دور التلميذ، الأحداث في الفيلم تشابه الأحداث الأصلية في القصيدة ما عدا أن الساحر يكون غاضباً عندما يعود وينقذ التلميذ، اشتهر الفيلم كثيراً وقدم قصيدة غوته إلى جمهور واسع حول العالم، الفيلم كانت له شعبية كبيرة إلى الحد أنه أُعيد صناعته في عام 2000 تحت عنوان «فانتازيا 2000». وفي عام 2010 انتج فيلم قائم على الفقرة في فيلم فانتازيا المخصصة لأحداث القصيدة، الفيلم من إخراج جون تيرتلتوب ويحمل نفس عنوان القصيدة.

## وصلات خارجية
| - ترجمة عبد الغفار مكاوي، مجلة العربي، العدد 562. - صبي الساحر، على كتب جوجل. - صبي الساحر، على الفهرس العالمي. - صبي الساحر (1798)، على ويكي مصدر الألمانية. - صبي الساحر (1827)، على ويكي مصدر الألمانية. | - صبي الساحر، على أرشيف الإنترنت. - صبي الساحر، مترجم إلى الإنجليزية على مشروع جوتنبرج. - صبي الساحر، على كومنز. - صبي الساحر، على جود ريدز. - صبي الساحر، على مكتبة جامعة ميشيغان. |